# Лейре Олаберрія
Лейре Олаберрія  (ісп. Leire Olaberria, 17 лютого 1977) — іспанська велогонщиця, олімпійська медалістка.

## Виступи на Олімпіадах
| Олімпіада  | Дисципліна   | Місце |
| ---------- | ------------ | ----- |
| Пекін 2008 | Очкова гонка | 3     |